# Four Wheel Drive
Four Wheel Drive är ett album av Bachman-Turner Overdrive släppt 1975. Albumet spelades in på några få dagar då Mercury Records snabbt ville få ut ett nytt album efter den stora framgången med Not Fragile. Det blev uppmärksammat mycket tack vare hiten "Hey You". Bachman skrev låten som ett svar till Burton Cummings som sagt att Bachman inte skulle lyckas i musikbranschen efter att han lämnat The Guess Who.

## Låtlista
1. "Four Wheel Drive" (Randy Bachman/Blair Thornton) - 4:20
2. "She's a Devil" (Blair Thornton/C.F. Turner) - 4:43
3. "Hey You" (Randy Bachman) - 3:34
4. "Flat Broke Love" (C.F. Turner) - 3:56
5. "She's Keepin' Time" (Randy Bachman) - 4:09
6. "Quick Change Artist" (Randy Bachman/C.F. Turner) - 3:19
7. "Lowland Fling" (Randy Bachman/Blair Thornton) - 5:20
8. "Don't Let the Blues Get You Down" (C.F. Turner) - 4:11

## Listplaceringar
| Lista (1975) | Position          |
| ------------ | ----------------- |
| Danmark      | 4 (DR "Top 20")   |
| Finland      | 23                |
| Frankrike    | 4                 |
| Kanada       | 2 (RPM)           |
| Norge        | 10 (VG-lista)     |
| Nya Zeeland  | 5                 |
| Sverige      | 2 (Kvällstoppen)  |
| USA          | 5 (Billboard 200) |
| Västtyskland | 19                |